# Kilómetro 30
Kilómetro 30 är en ort i Mexiko.   Den ligger i kommunen Acapulco de Juárez och delstaten Guerrero, i den södra delen av landet, 280 km söder om huvudstaden Mexico City. Kilómetro 30 ligger 266 meter över havet och antalet invånare är 6 301.
Terrängen runt Kilómetro 30 är kuperad. Runt Kilómetro 30 är det tätbefolkat, med 397 invånare per kvadratkilometer. Närmaste större samhälle är Acapulco, 19,0 km sydväst om Kilómetro 30. I omgivningarna runt Kilómetro 30 växer huvudsakligen savannskog.